# Olivier Delbosc
Olivier Delbosc (né le 20 août 1968 à Toulouse) est un producteur de cinéma français. Il est à la tête de Fidélité Films avec Marc Missonnier.

## Biographie
Olivier Delbosc crée sa propre société de production Curiosa Films produit depuis peu des longs-métrages grand public.
En 2014, il est considéré par Télérama, aux côtés de Marc Missonnier, parmi le « Top 50 » de ceux qui « ont le pouvoir et le talent de lever de l'argent, faire naître des films, les rendre populaires ».

## Filmographie
- 1997 : Regarde la mer de François Ozon
- 1998 : Sitcom de François Ozon
- 1999 : Les Amants criminels de François Ozon
- 2000 : Sous le sable de François Ozon
- 2000 : Promenons-nous dans les bois de Lionel Delplanque
- 2000 : Gouttes d'eau sur pierres brûlantes de François Ozon
- 2001 : Un jeu d'enfants de Laurent Tuel
- 2002 : Huit Femmes de François Ozon
- 2003 : Swimming Pool de François Ozon
- 2004 : Mensonges et trahisons et plus si affinités... de Laurent Tirard
- 2004 : 5x2 de François Ozon
- 2004 : Je suis un assassin de Thomas Vincent
- 2004 : Tout le plaisir est pour moi d'Isabelle Broué
- 2004 : Podium de Yann Moix
- 2005 : Combien tu m'aimes ? de Bertrand Blier
- 2005 : L'Avion de Cédric Kahn
- 2005 : Le Temps qui reste, de François Ozon
- 2005 : Anthony Zimmer de Jérôme Salle
- 2006 : Quatre Étoiles de Christian Vincent
- 2009 : De l'autre côté du lit de Pascale Pouzadoux
- 2009 : Le Petit Nicolas de Laurent Tirard
- 2010 : Enter the Void de Gaspar Noé
- 2011 : The Prodigies d'Antoine Charreyron
- 2012 : Astérix et Obélix : Au service de Sa Majesté de Laurent Tirard
- 2013 : La Grande Boucle de Laurent Tuel
- 2014 : Les vacances du Petit Nicolas de Laurent Tirard
- 2014 : Sous les jupes des filles d'Audrey Dana
- 2016 : L'Odyssée de Jérôme Salle
- 2017 : Django d'Étienne Comar
- 2017 : Si j'étais un homme d'Audrey Dana
- 2017 : Un beau soleil intérieur de Claire Denis
- 2018 : L'Apparition de Xavier Giannoli
- 2018 : Amoureux de ma femme de Daniel Auteuil
- 2019 : Convoi exceptionnel de Bertrand Blier
- 2020 : Profession du père de Jean-Pierre Améris
- 2021 : Mystère à Saint-Tropez de Nicolas Benamou
- 2021 : Illusions perdues de Xavier Giannoli
- 2021 : Le Trésor du Petit Nicolas de Julien Rappeneau
- 2021 : Ouistreham d'Emmanuel Carrère
- 2021 : Les Choses humaines d'Yvan Attal
- 2021 : En attendant Bojangles de Régis Roinsard
- 2021 : Une jeune fille qui va bien de Sandrine Kiberlain
- 2022 : Hommes au bord de la crise de nerfs d'Audrey Dana
- 2022 : Avec amour et acharnement de Claire Denis
- 2022 : Stars at Noon de Claire Denis
- 2023 : Les Âmes sœurs d'André Téchiné
- 2023 : La Passion de Dodin Bouffant de Trần Anh Hùng
- 2023 : La Tresse de Laëtitia Colombani
- 2023 : Un coup de dés d'Yvan Attal
- 2023 : Chasse gardée de Antonin Fourlon et Frédéric Forestier
- 2023 : Making of de Cédric Kahn
- 2024 : Quatre Zéros de Fabien Onteniente
- 2024 : Le Choix de Gilles Bourdos
- 2025 : Le Mage du Kremlin (The Wizard of the Kremlin) d'Olivier Assayas
- 2026 : LOL 2.0 de Lisa Azuelos